# Evangelický kostel (Františkovy Lázně)
Kostel svatého Petra a Pavla či jen evangelický kostel ve Františkových Lázních je historizující novorománský kostel ve Františkových Lázních sloužící kazatelské stanici chebského sboru Českobratrské církve evangelické. V roce 1992 byl prohlášen kulturní památkou.

## Popis

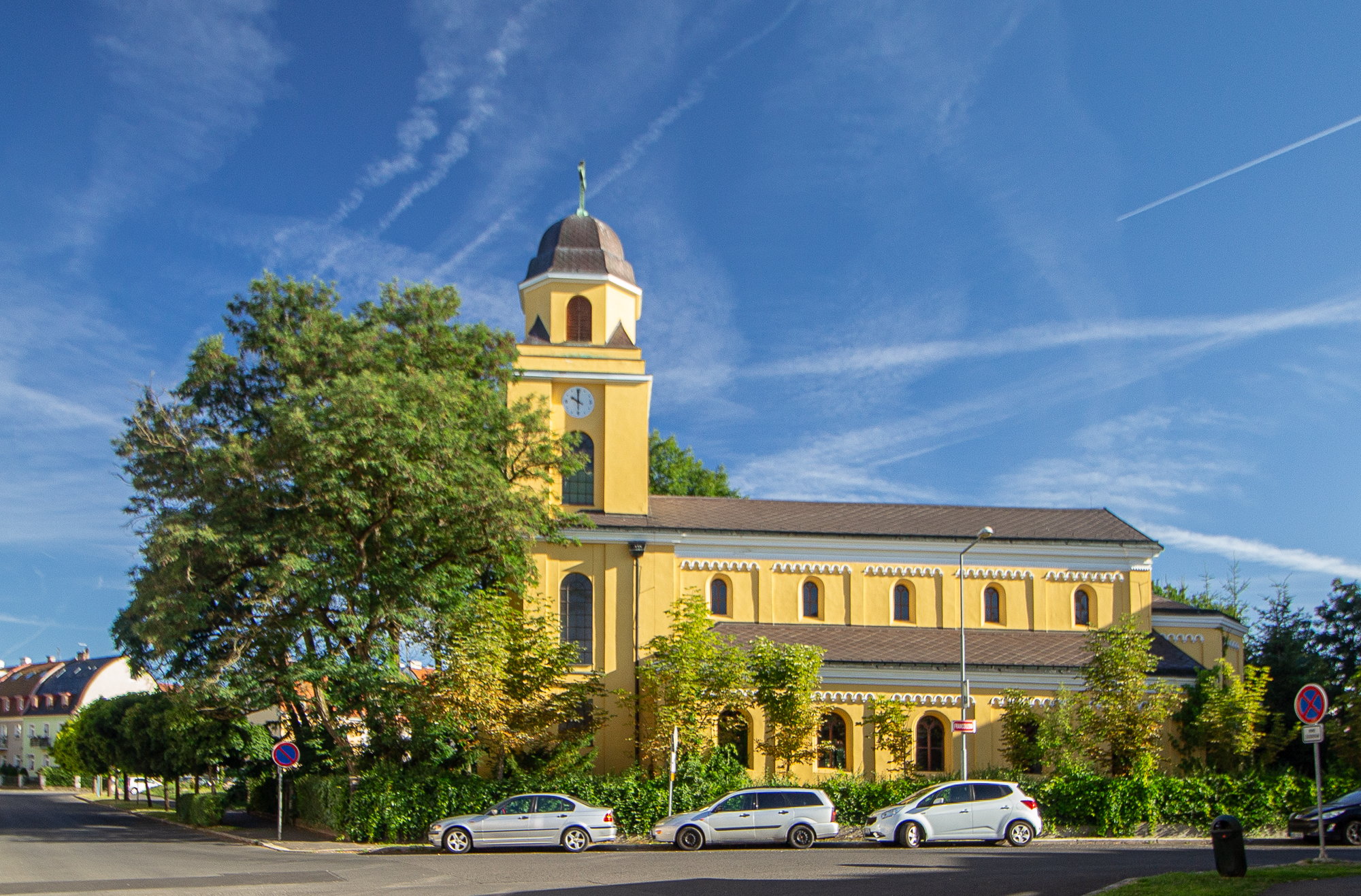

Kostel v podobě trojlodní baziliky s novorománskými prvky a polygonálním presbytářem byl postaven podle návrhu chebského architekta Karla Haberzettla (1848–1906) v letech 1875-1880. Kostel byl posvěcen superintendentem Danielem Molnárem dne 29. června 1880.
Věž s nízkou kupolí završenou křížem ve vstupní části na západní straně kostela byla přistavěna až v roce 1917. 
Interiér kostela je vyzdoben poměrně prostě.